# Ivan Öfverholm (1874–1961)
Ivan August Öfverholm, född 20 juni 1874 i Katarina församling, Stockholm, död 1 maj 1961 i Danderyds församling, Stockholms län, var en svensk civilingenjör och byråchef vid Kungl. Järnvägsstyrelsen.
Öfverholm var bror till jägmästaren Albert Öfverholm och farfar till Ivan Öfverholm, född 1942.
Öfverholm, vars far var sjökapten, avlade civilingenjörsexamen i elektroteknik vid Kungliga tekniska högskolan (KTH) 1896, anställd vid Asea i Västerås 1896–1899 och 1900–1904, vid General Electric Company i Schenectady, New York, 1899–1900, vid Statens järnvägar från 1904, ledare för elektriska försöksdriften 1904–1907, byråingenjör vid Järnvägsstyrelsens elektrotekniska byrå 1908, byrådirektör 1909 och byråchef 1915–1939. Han var ledare av elektrifieringen av Statens järnvägar och ledde elektrifieringen av flera enskilda järnvägar. Han var från 1927 ledamot av Ingenjörsvetenskapsakademien, IVA (hedersledamot 1939). Han tilldelades 1944 IVA:s stora guldmedalj med motiveringen som ett offentligt betygande av värdet i den gärning han utfört av grundläggande och bestående vikt och betydelse för landets järnvägselektrifiering.
Ivan Öfverholm är begravd på Danderyds kyrkogård.